# محسن فاني
محسن فاني كان مؤرخًا فارسيًا مشهورًا في القرن السابع عشر من بإيران. يقترح البعض أنه مؤلف كتاب دبستان مذاهب.

## حياته وأعماله
وُلِد محسن فاني حوالي عام 1615 في إيران، ثم هاجر إلى الهند لدراسة الديانات هناك، في زمن المعلم السيخي الغوري السادس غورو هارجوبيند [الإنجليزية] الذي كانت تربطه به علاقات ودية. وقد أشار بهي خان سينغ نابها [الإنجليزية] إلى كتابه دبستان مذاهب ليؤكد وجهة نظره بشأن عدم اتباع السيخ للطقوس الهندوسية في هام هندو ناهن [الإنجليزية].

## طالع أيضًا
- بهي خان سينغ نابها [الإنجليزية]